# Guillame

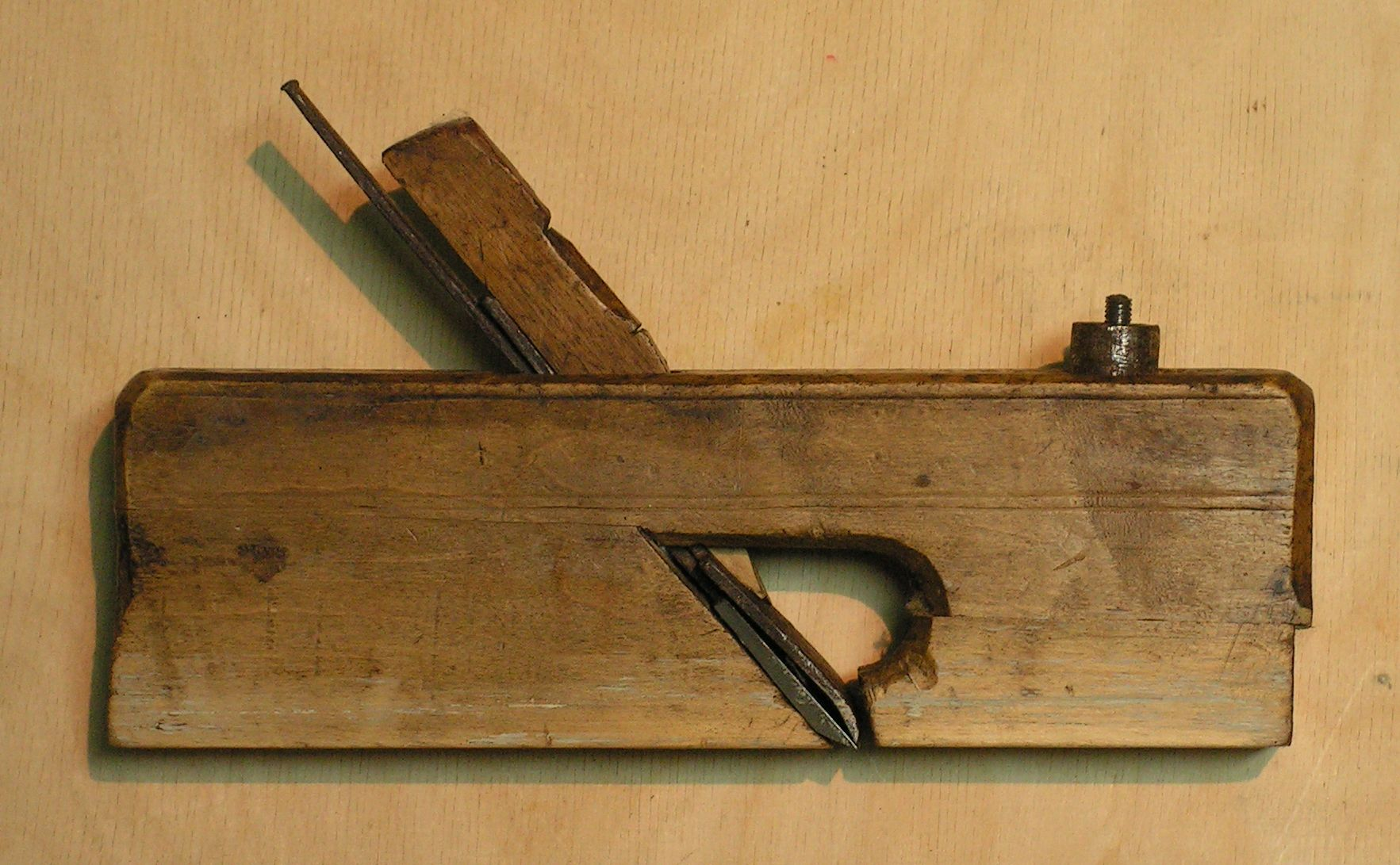
Guillame caracterizado por que su hierro es de la misma anchura que la caja que lo contiene.

Un guillame, garlopa, guimbarda (del francés, guimbarde) o cepillo, es una herramienta manual usada en carpintería, que sirve para cepillar y hacer rebajes, para rectificar listones o tirantes de madera, y para igualar el fondo de un rebajo donde no alcanza el cepillo, labrándolo paralelamente a la cara superior de la pieza.
Consiste en un cepillo de carpintero, que está compuesto por una caja de madera bastante larga para que se pueda agarrar cada extremo con una mano, que contiene un hierro estrecho y una cuña que le sirve de ajuste. El guillame es un cepillo que al igual que la garlopa está compuesto de una caja de madera pero tiene la peculiaridad de que la hoja de corte o cuchilla es del mismo ancho que la caja de este que lo alberga.

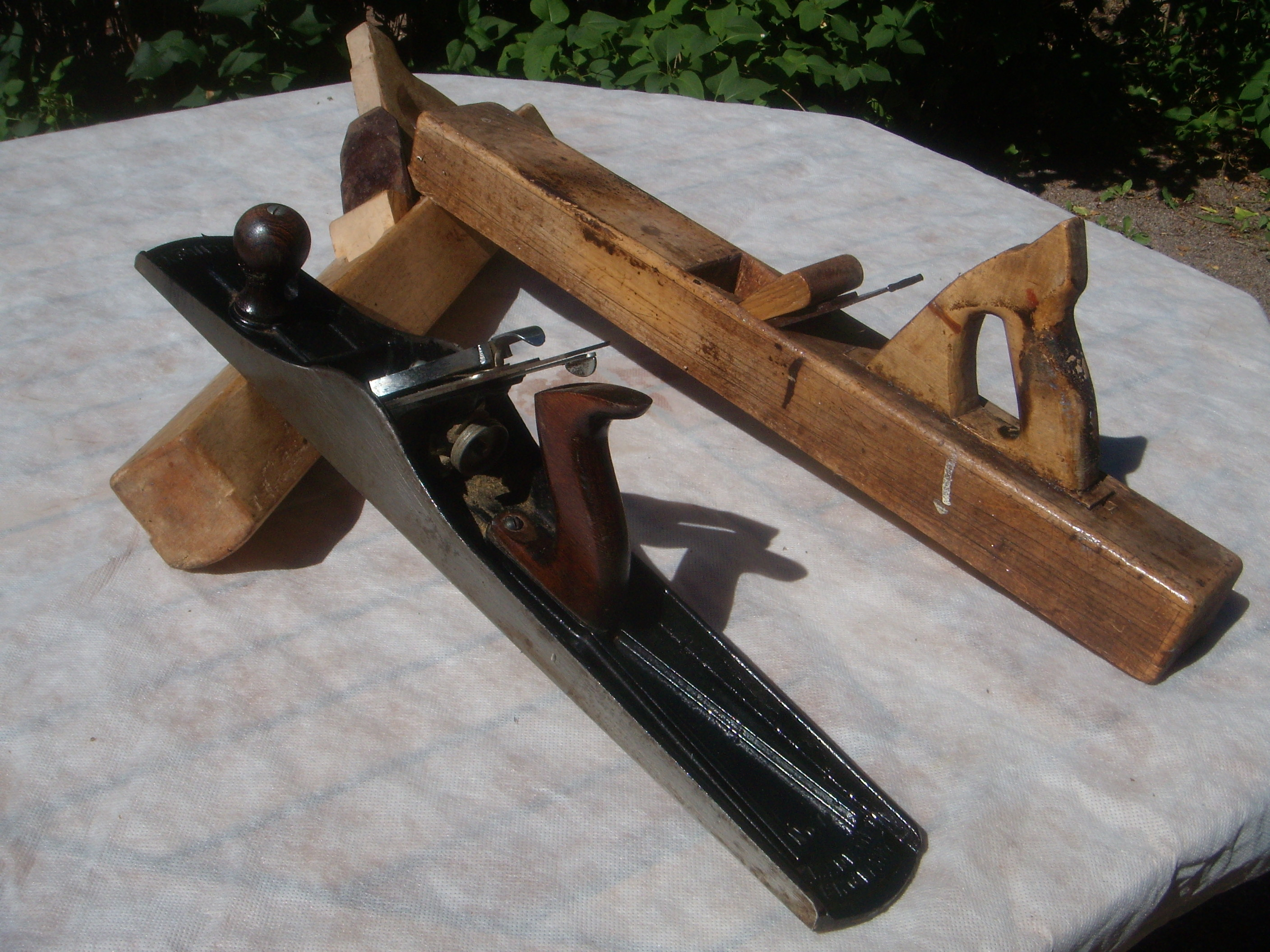
Garlopas manuales.

## Descripción

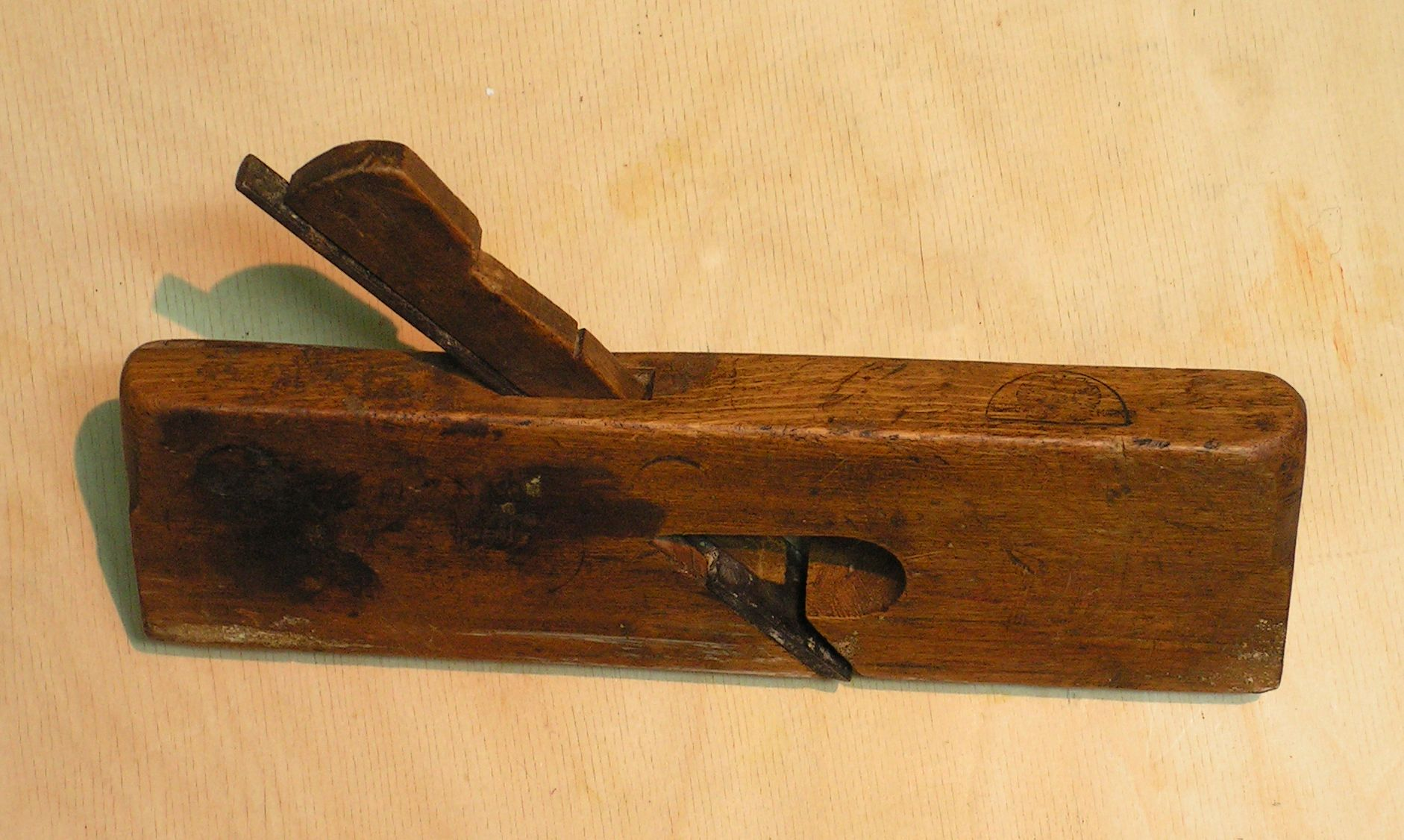
Un guillame.

Carpintero cepillando un tirante.

La garlopa manual consiste en un paralelepípedo rectángulo de madera llamado caja procurando que la altura vaya disminuyendo un poco hacia las extremidades. La superficie inferior es perfectamente plana. A algunas pulgadas de la extremidad posterior se acopla una especie de puño para impeler el instrumento y cerca de la extremidad delantera se fija un botón. En medio de la caja hay una abertura llamada lumbrera, en la cual se colocan el hierro y la cuña. La lumbrera es de boca ancha por encima y termina inferiormente en una ranura angosta. La superficie de la lumbrera sobre que se apoya el hierro es inclinada a 45°, es decir, que tiene la inclinación de la diagonal de un cuadrado perfecto. La superficie opuesta de la lumbrera tiene menos inclinación. El hierro es plano. Consta de una hoja de hierro y otra de acero soldadas y templadas. Se afila gastando la hoja de hierro de modo que resulte un chaflán de 45° y que el corte tenga una curvatura imperceptible hacia las esquinas a fin de que no acanale la madera. El hierro se asegura en la lumbrera por medio de una cuña abierta por la mitad que se mete con mazo y se afloja golpeando la caja en una de sus extremidades.

## Variantes

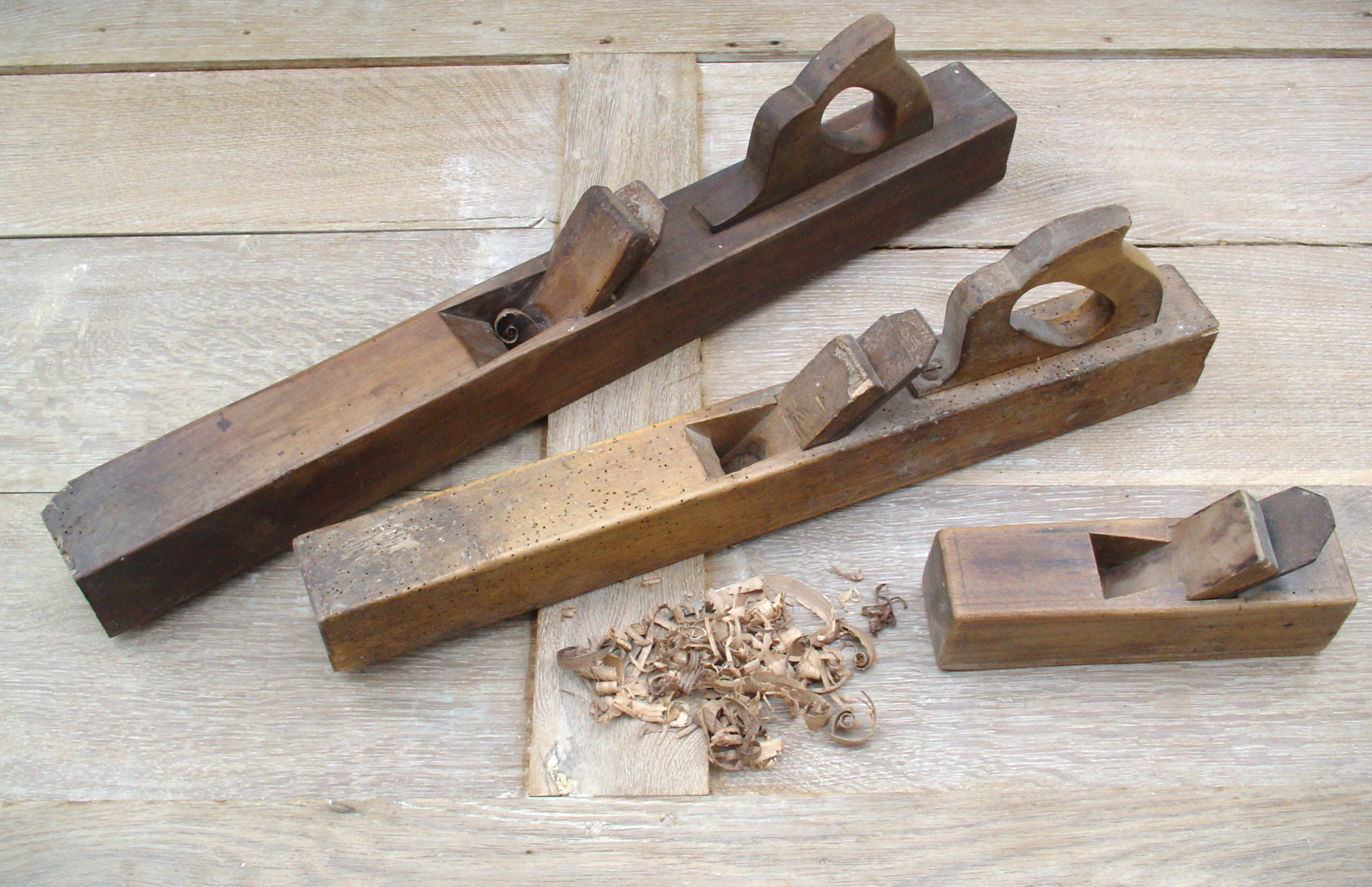
Distintas variantes de garlopa.

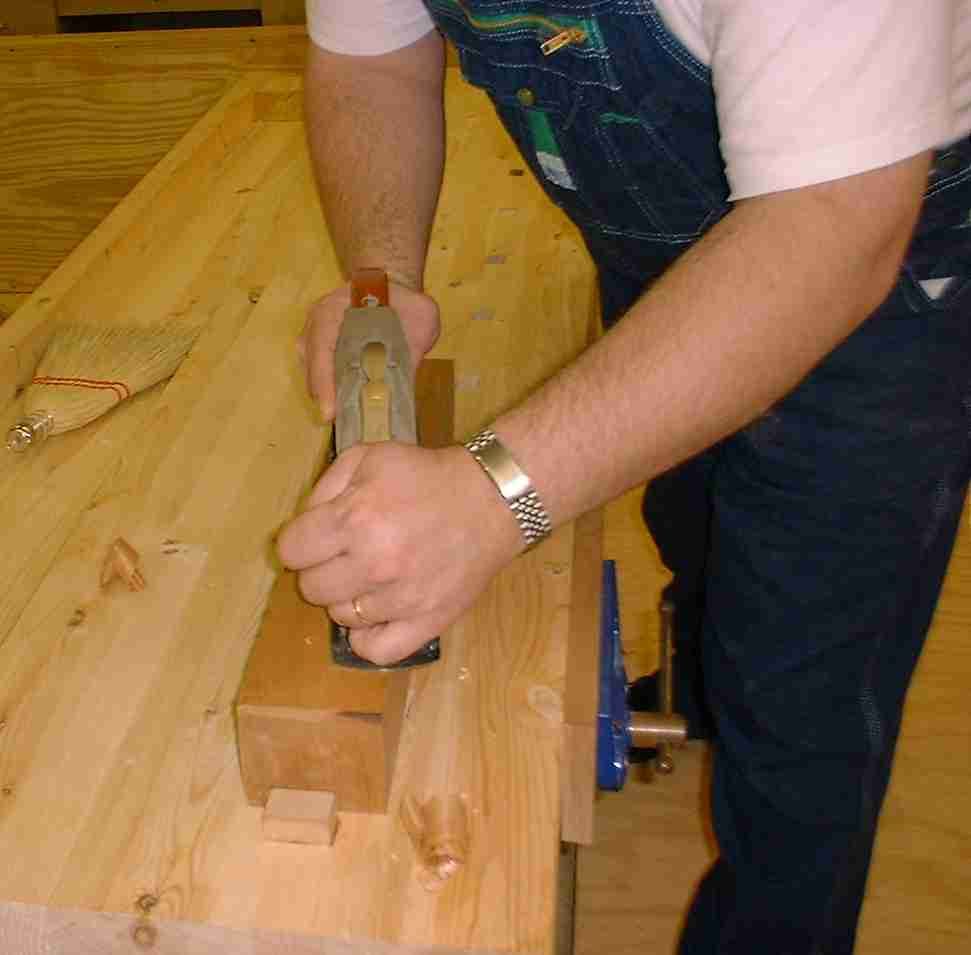
Carpintero utilizando un cepillo.

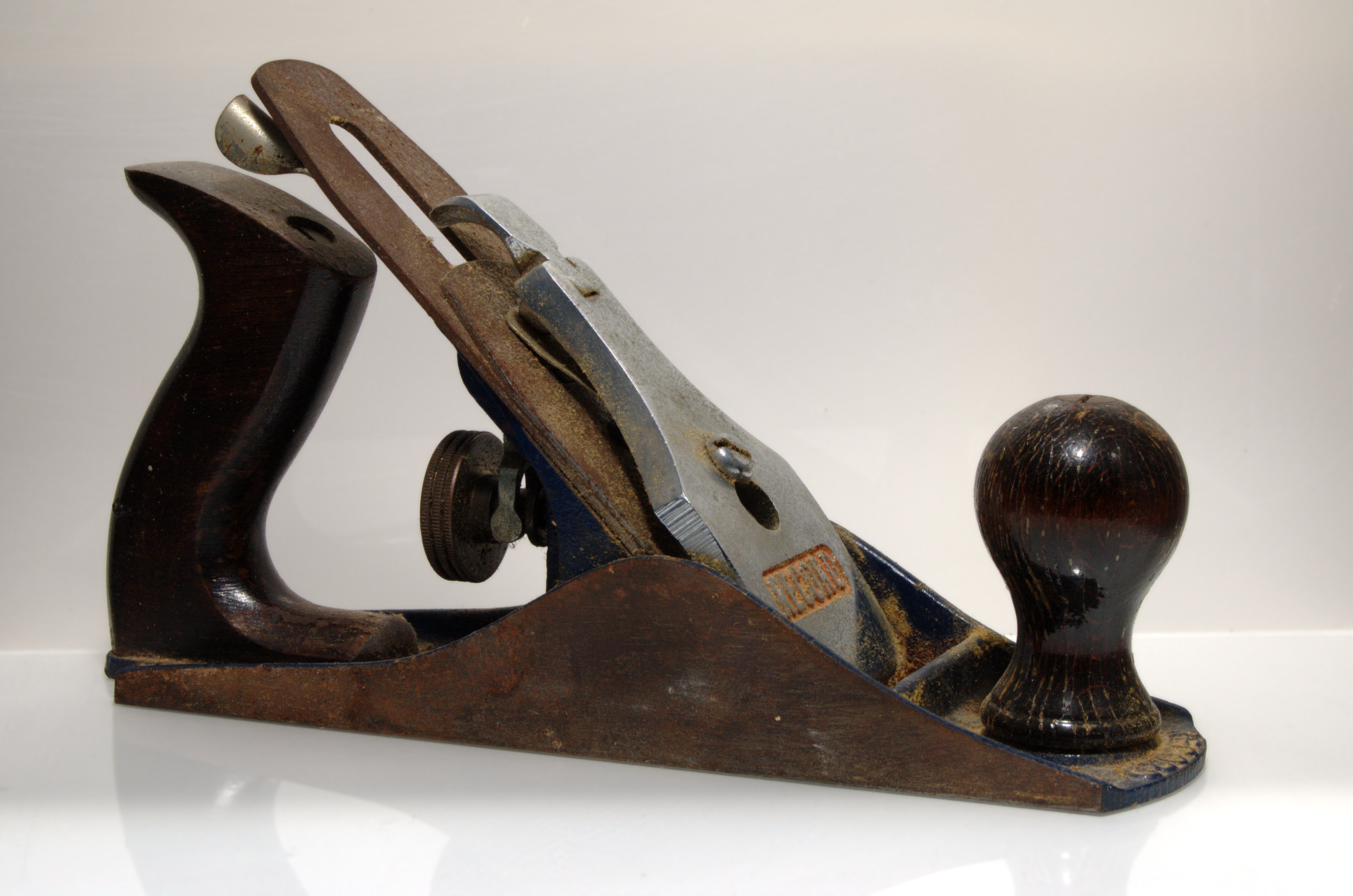
Garlopín con lumbrera y cuña de hierro.

### Semigarlopa
La semigarlopa es más pequeña, de lumbrera más inclinada, raja más ancha y hierro de chaflán redondo. Arranca virutas más gruesas que la garlopa y sirve para enalbar, es decir, para desbastar o descubrir la superficie de la madera.

### Garlopa de inglete
La garlopa de inglete es más pequeña y sirve para las obras de esta dimensión. Hay garlopas de inglete de varios tamaños y con hierros de diferente inclinación. Las hay de dos hierros que no hacen doladuras y las hay también con plantilla de hierro, lumbrera muy inclinada para maderas duras o cuyas fibras han de ser cortadas transversalmente.

### Acanalador
Un acanalador (también llamado canalador y guillame de ensamblar) es una especie de cepillo que usan los carpinteros para abrir en los cercos y peinazos de puertas y ventanas los canales en que los que entran y quedan asegurados los tableros.

### Cepillo de contrafibra
El cepillo de contrafibra es un pequeño guillame de carpintería que está diseñado para cortar a contrapelo y es lo suficientemente diminuto para ser utilizado con una sola mano.

### Garlopín
Un garlopín  (también llamado galopín) es un cepillo más pequeño que la garlopa. Es una garlopa corta, de unos 20 cm. y con una sola cuchilla. Se utiliza para desbastar.

## Otros guillames

### En albañilería
Se utiliza una herramienta parecida en su forma a la anterior con la caja de sección trapezoidal y el canto inclinado, forrado con una chapa de hierro que emplean los albañiles para recorrer los planos de las molduras y alisarlas quitando el exceso de yeso.

### En cantería
Herramienta análoga en su forma a la de carpinteros que emplean los canteros para perfeccionar algunas molduras huecas talladas en las piedras. Los hay de muy diversas formas como el recto, el redondo, el de media caña, el recto y redondo unidos, el redondo y de media caña unidos, etc.
Todas estas herramientas están provistas en su mitad o en su extremo de una empuñadura que sirve para manejarlas.

### Otros
- Guillame de banco
- Guillame con soporte guía
- Guillame para rebordes
- Guillame de cantos
- Guillame de chaflán